# Mystus cavasius
Mystus cavasius är en fiskart som först beskrevs av Hamilton 1822.  Mystus cavasius ingår i släktet Mystus och familjen Bagridae. IUCN kategoriserar arten globalt som livskraftig. Inga underarter finns listade i Catalogue of Life.